# Кофі Бусіа
Кофі Абрефа Бусіа (11 липня 1913 — 28 серпня 1978) — прем'єр-міністр Гани з 1969 до 1972 року.

## Життєпис
Народився в родині короля Венкі, частини Конфедерації Ашанті, однієї з чотирьох територій Золотого Берега. Навчався у методистській школі рідного міста, потім у Кейп-Кості, потім у коледжі в Кумасі (1931–1932). Після цього став учителем в Ачимоті. Свій перший ступінь здобув з середньовічної та сучасної історії в Лондонському університеті. Після цього поїхав навчатись до Оксфорду, де став першим африканським студентом. Там він здобув ступінь бакалавра філософії, політології та економіки (1941), а 1947 здобув ступінь доктора філософії, захистивши працю з соціальної антропології.
Після повернення на батьківщину став першим африканцем, який очолив Університетський коледж Золотого Берега (нині Університет Гани). 1951 був обраний до Законодавчих зборів.
Як лідер опозиції до президента Кваме Нкруми був змушений залишити країну через загрозу своєму життю. 1959 року став професором соціології та африканської культури Лейденського університету (Нідерланди).
Повернувся до Гани в березні 1966 після усунення режиму Нкруми військовиками. У 1967–1968 роках очолював Центр народної освіти. Також був членом Конституційного комітету. Після зняття заборони на діяльність політичних партій Бусіа з друзями створив Прогресивну партію.
1969 партія перемогла на парламентських виборах, здобувши 104 зі 105 місць. Це відкрило шлях Бусіа до посту прем'єр-міністра країни. Новий глава уряду виступив за лібералізацію економічної системи. Також він провів масову депортацію нігерійців з Гани.
13 січня 1972 року, коли Бусіа перебував у Британії на медичному обстеженні, військовики на чолі з полковником Ачампонгом вчинили переворот. Кофі Бусіа помер у серпні того ж року від серцевого нападу.
Його дочка Акосуа — відома акторка.